# 百富院港背
百富院港背（印尼語：Sungai Duri I）是印度尼西亞西加里曼丹省喃吧哇縣石山鎮所轄的村之一，位於該鎮最北端，東、北兩面隔百富院溪與孟加影縣雙溪拉雅鎮百富院村相鄰，西臨卡里馬塔海峽，南接Sungai Duri II村、石山村。百富院港背因處於百富院溪的另一岸而得名，「港背」的意思為河流的另一岸。此村為石山鎮面積最小的行政區域，據2019年喃吧哇縣中央統計局的數據，百富院港背村總人口為2,229人。